# Anglona
Anglona és una regió històrica de Sardenya nord-occidental dins la província de Sàsser, que limita amb la subregió sarda de la Gal·lura a l'est, separada pel riu Coghinas; amb la de Montacuto al sud (amb el Monte Sassu), amb el Tataresu i Romangia a l'oest i amb el golf d'Asinara al nord.